# Calceolaria boliviana
Calceolaria boliviana är en toffelblomsväxtart som först beskrevs av Nathaniel Lord Britton och Henry Hurd Rusby, och fick sitt nu gällande namn av Francis Whittier Pennell. Calceolaria boliviana ingår i släktet toffelblommor, och familjen toffelblomsväxter. Inga underarter finns listade i Catalogue of Life.